# Oreothalia chillcotti
Oreothalia chillcotti är en tvåvingeart som beskrevs av Wilder 1981. Oreothalia chillcotti ingår i släktet Oreothalia och familjen dansflugor.
Artens utbredningsområde är Colorado. Inga underarter finns listade i Catalogue of Life.